# Willembrug
De Willembrug is een brug in het Antwerpse havengebied op de rechteroever van de Schelde. De brug lag over het zuidelijke hoofd van het Verbindingsdok, dat het Kattendijkdok met het Willemdok verbindt.
De Willembrug is een draaibrug, aangedreven door waterdruk, die permanent geopend is voor het scheepvaartverkeer. De brug zelf is echter nog aanwezig.
De brug is genoemd naar koning Willem I der Nederlanden, naar wie in 1903 ook het naastgelegen Willemdok werd genoemd.
Albertbrug · Asiabrug · Berendrechtbrug · Boudewijnbrug · Droogdokbrug · Farnesebrug · Frederik Hendrikbrug · Kattendijkbrug · Kempischebrug · Kruisschansbrug · Lefèbvrebrug · Lillobrug · Londenbrug · Luikbrug · Meestoofbrug · Melselebrug · Mexicobrug · Nassaubrug · Noorderlaanbrug · Noordkasteelbrug · Noordlandbrug · Oosterweelbrug · Oudendijkbrug · Petroleumbrug · Royersbrug · Siberiabrug · Straatsburgbrug · Van Cauwelaertbrug · Willembrug · Wilmarsdonkbrug · Zandvlietbrug · Ophaalbrug Merksem Groot Dok · Ophaalbrug Merksem Klein Dok